# Steven Chu
Steven Chu (朱棣文; pinyin: Zhū Dìwén), (St. Louis, 28 de fevereiro de 1948) é um físico estadunidense de ascendência chinesa. Juntamente com Claude Cohen-Tannoudji e William D. Phillips, recebeu o Nobel de Física de 1997. Atualmente é o diretor do Laboratório da Radiação de Berkeley. Foi nomeado para o cargo de Secretário de Energia da administração de Barack Obama.

## Carreira
Depois de obter seu doutorado, ele permaneceu em Berkeley como pesquisador de pós-doutorado por dois anos antes de ingressar na Bell Labs, onde ele e seus vários colegas de trabalho realizaram seu trabalho de resfriamento a laser ganhador do Prêmio Nobel. Ele deixou o Bell Labs e se tornou professor de física na Universidade de Stanford em 1987, servindo como presidente de seu Departamento de Física de 1990 a 1993 e de 1999 a 2001. Em Stanford, Chu e três outros iniciaram o programa Bio-X, que se concentra na pesquisa interdisciplinar em biologia e medicina, e desempenhou um papel fundamental na garantia de financiamento para o Instituto Kavli de Astrofísica de Partículas e Cosmologia. Em agosto de 2004, Chu foi nomeado diretor do Laboratório Nacional Lawrence Berkeley, um Laboratório Nacional do Departamento de Energia dos Estados Unidos, e ingressou no Departamento de Física e no Departamento de Biologia Molecular e Celular da UC Berkeley. Sob a liderança de Chu, o Laboratório Nacional Lawrence Berkeley era um centro de pesquisa em biocombustíveis e energia solar. Ele liderou o projeto do laboratório Helios, uma iniciativa para desenvolver métodos de aproveitamento de energia solar como fonte de energia renovável para transporte.
As primeiras pesquisas de Chu se concentraram na física atômica, desenvolvendo técnicas de resfriamento a laser e o aprisionamento magneto-óptico de átomos usando lasers. Ele e seus colegas de trabalho no Bell Labs desenvolveram uma maneira de resfriar átomos empregando seis feixes de laser opostos em pares e dispostos em três direções em ângulos retos entre si. Capturar átomos com este método permite que os cientistas estudem átomos individuais com grande precisão. Além disso, a técnica pode ser usada para construir um relógio atômico com grande precisão.

Em Stanford, os interesses de pesquisa de Chu se expandiram para a física biológica e a física de polímeros no nível de uma única molécula. Ele estudou a atividade enzimática e o dobramento de proteínas e RNA usando técnicas como transferência de energia por ressonância fluorescente, microscopia de força atômica e pinças ópticas. Sua pesquisa em física de polímeros usou moléculas individuais de DNA para estudar a dinâmica dos polímeros e suas transições de fase. Ele também continuou pesquisando física atômica e desenvolveu novos métodos de resfriamento e captura a laser. Em 2020, ele é o Presidente do Comitê Científico da ESPCI Paris.